# Changchun Yatai
Changchun Yatai FC (chiń. 长春亚泰足球俱乐部; pinyin Chángchūn Yàtài Zúqiú Jùlèbù) – chiński klub piłkarski z siedzibą w Changchun, występujący w rozgrywkach Chinese Super League.

## Historia
Klub został założony w 1996. Nowy klub w 1997 zadebiutował rozgrywkach trzeciej ligi chińskiej. W 1999 klub awansował do drugiej ligi, a w 2005 do Chinese Super League. Już w drugim swoim sezonie w chińskiej ekstraklasie w 2007 Changchun Yatai zdobyło mistrzostwo Chin. W 2008 i 2010 klub uczestniczył w Azjatyckiej Lidze Mistrzów, jednak odpadał już w fazie grupowej.

## Sukcesy
- mistrzostwo Chin (1): 2007.

## Sezony wChinese Super League
| Sezon | Uzyskane Miejsce |
| ----- | ---------------- |
| 2006  | 4.               |
| 2007  | 1.               |
| 2008  | 6.               |
| 2009  | 2.               |
| 2010  | 9.               |
| 2011  | 7.               |
| 2012  | 6.               |
| 2013  | 14.              |
| 2014  | 13.              |
| 2015  | 10.              |
| 2016  | 12.              |
| 2017  | 7.               |
| 2018  | 15.              |

## Skład na sezon 2016
| Nr | Poz. | Piłkarz         |
| -- | ---- | --------------- |
| 1  | BR   | Wu Yake         |
| 2  | OB   | Jack Sealy      |
| 3  | OB   | Yan Shipeng     |
| 4  | PO   | Darko Matić     |
| 5  | OB   | Anzur Ismailov  |
| 6  | PO   | Julien Gorius   |
| 7  | PO   | Han Deming      |
| 9  | NA   | Ognjen Ožegović |
| 10 | NA   | Marcelo Moreno  |
| 11 | PO   | Yang He         |
| 12 | OB   | Yaki Yen        |
| 13 | BR   | Yi Fan          |
| 14 | OB   | Shao Shuai      |
| 15 | OB   | Sun Jie         |
| 16 | OB   | Jiang Zhe       |

| Nr | Poz. | Piłkarz                 |
| -- | ---- | ----------------------- |
| 17 | OB   | Fan Xiaodong            |
| 18 | PO   | Zhou Dadi               |
| 19 | PO   | Cao Ziheng              |
| 20 | PO   | Du Zhenyu               |
| 21 | OB   | He Chao                 |
| 22 | PO   | Li Shang                |
| 23 | PO   | Zhang Xiaofei (kapitan) |
| 24 | PO   | Yan Feng                |
| 26 | OB   | Zuo Yiteng              |
| 28 | PO   | Che Kai                 |
| 29 | BR   | Song Zhenyu             |
| 31 | NA   | Cheng Changcheng        |
| 32 | PO   | Li Guang                |
| 33 | PO   | Liu Qiming              |
| 36 | OB   | Pei Shuai               |

## Trenerzy klubu
| - Tang Pengju (1997–1998) - Yin Tiesheng (1999–2004) - Qu Gang (tymczasowo) (2004 – 26 kwietnia 2004) - Li Hui (26 kwietnia 2004 – 6 lipca 2004) - Chen Jingang (18 lipca 2004 – 2006) - Arie Schans (1 stycznia 2005 – 31 grudnia 2007) - Gao Hongbo (1 stycznia 2007 – 5 lipca 2008) - Li Shubin (tymczasowo) (20 lipca 2008 – 27 lipca 2008) - Ernst Middendorp (27 lipca 2008 – 31 grudnia 2008) - Li Shubin (tymczasowo) (wrzesień 2008 – 25 grudnia 2008) - Li Shubin (1 stycznia – 31 grudnia 2009) | - Shen Xiangfu (2010 – 2011) - Svetozar Šapurić (24 listopada 2011 – 28 grudnia 2012) - Li Shubin (28 grudnia 2012 – 20 maja 2013) - Svetozar Šapurić 21 maja 2013 – 21 kwietnia 2014) - Gao Jinggang (tymczasowo) (21 kwietnia 2014 – 28 kwietnia 2014) - Dragomir Okuka (28 kwietnia 2014 – 12 listopada 2014) - Gao Jinggang (19 grudnia 2014 – 12 czerwca 2015) - Marijo Tot (12 czerwca 2015 – 31 grudnia 2015) - Slaviša Stojanovič (13 stycznia 2016 – 4 maja 2016) - Lee Jang-soo (6 maja 2016 –) |